# French Connection (album)
French Connection – album kompilacyjny belgijskiej wokalistki dance Kate Ryan wydany 13 października 2009 roku. Płyta została wyprodukowana przez AJ Duncana, Phila Wildego, Danny'ego Cortena, Marka Carpentiera, Toniego Tena, Xasquiego Tena, Ivana Tena, Niclasa Kingsa, Niklasa Bergwalla, Yvesa Gaillarda.

## Lista utworów
| #   | Tytuł                                        | Słowa                                                                 | Producent                      | Czas |
| --- | -------------------------------------------- | --------------------------------------------------------------------- | ------------------------------ | ---- |
| 1.  | Ella elle l'a                                | Michel Berger                                                         | Niclas Kings, Niklas Bergwall  | 3:07 |
| 2.  | Babacar                                      | Michel Berger                                                         | Niclas Kings, Niklas Bergwall  | 3:13 |
| 3.  | Désenchantée                                 | Mylène Farmer, Laurent Boutonnat                                      | AJ Duncan, Phil Wilde          | 3:38 |
| 4.  | Libertine                                    | Laurent Boutonnat, Jean-Claude Déquéant                               | AJ Duncan, Phil Wilde          | 3:13 |
| 5.  | Évidemment                                   | Michel Berger                                                         | Yves Gaillard                  | 3:10 |
| 6.  | Mon cœur résiste encore                      | Kate Ryan, Andy Janssens, Thierry Bidjeck                             | Niclas Kings, Niklas Bergwall  | 4:10 |
| 7.  | La promesse                                  | Peter Kingsbery, Jo Lemaire                                           | AJ Duncan, Phil Wilde          | 3:27 |
| 8.  | Tes Yeux                                     | Kate Ryan, Jeanette Olsson, Niclas Kings, Niklas Bergwall, Jo Lemaire | Niclas Kings, Niklas Bergwall  | 3:48 |
| 9.  | Toute première fois                          | Jeanne Mas, Romano Musumarra, Roberto Zanelli                         | Niclas Kings, Niklas Bergwall  | 4:09 |
| 10. | Les Divas du dancing                         | Philippe Cataldo, Jean Schultheis                                     | Niclas Kings, Niklas Bergwall  | 3:26 |
| 11. | Sage comme une image                         | Hagen Dierks, Hay Alanski                                             | Niclas Kings, Niklas Bergwall  | 3:05 |
| 12. | Caminaré / Je m'en irai (wyk. Soraya Arnelas | Jordi Campoi, Toni Ten                                                | Toni Ten, Xasqui Ten, Ivan Ten | 3:30 |
| 13. | Voyage, voyage                               | Jean-Michel Rivat, Dominique Dubois                                   | Niclas Kings, Niklas Bergwall  | 3:09 |
| 14. | Désenchantee                                 | Mylène Farmer, Laurent Boutonnat                                      | Danny Corten, Mark Carpentier  | 4:09 |
| 15. | Libertine                                    | Laurent Boutonnat, Jean-Claude Déquéant                               | Niclas Kings, Niklas Bergwall  | 3:05 |
| 16. | Évidemment (Remix)                           | Michel Berger                                                         | Niclas Kings, Niklas Bergwall  | 3:18 |

## Twórcy
- Kate Ryan - wokal, tekst
- Niklas Bergwall - producent, kompozytor, tekst
- Niclas Kings - producent, kompozytor
- AJ Duncan - producent, kompozytor
- Phil Wilde - producent, kompozytor
- Yves Jongen - producent, oryginał
- Danny Corten - producent
- Mark Carpentier - producent
- Toni Ten - producent, tekst
- Xasqui Ten - producent
- Ivan Ten - producent
- Filip Heurckmans - oryginał
- Thierry Bidjeck - tłumaczenie na francuski ("Mon cœur résiste encore")
- Jo Lemaire - tłumaczenie na francuski ("La Promesse", "Tes Yeux")
- Jeanette Olsson - wokal, tekst
- Jordi Campoy - tekst

## Wydania
| Kraj      | Data                 | Format               | Wytwórnia                          | Liczba katalogów |
| --------- | -------------------- | -------------------- | ---------------------------------- | ---------------- |
| Kanada    | 13 października 2009 | CD, digital download | DEP Distribution, Universal Music  | 2717116          |
| Hiszpania | 20 października 2009 | CD, digital download | Vale Music, Universal Music        |                  |
| Belgia    | 23 października 2009 | CD, digital download | ARS Entertainment, Universal Music |                  |
| Polska    | 30 października 2009 | CD, digital download | Magic Records, Universal Music     |                  |
| Niemcy    | 13 listopada 2009    | CD, digital download | Polydor, Universal Music           |                  |

## Notowania
| Lista                 | Pozycja | Tygodnie |
| --------------------- | ------- | -------- |
| Belgium Albums Chart  | 21      | 12       |
| Canadian Albums Chart | 87      | 1        |
| Spain Albums Chart    | 89      | 2        |